# Gino Mattiussi
Gino Mattiussi (Teor, 21 marzo 1923 – Udine, 12 novembre 1990) è stato un partigiano italiano, medaglia d'oro al valor militare conferitagli nel 1950.

## Biografia
Nel 1927 la sua famiglia era emigrata in Francia. Tornato in Italia nel 1939, Gino Mattiussi aveva trovato lavoro presso le Ferrovie dello Stato. Chiamato alle armi nell'aprile del 1943, il giovane fu arruolato in Aeronautica, ma dopo l'armistizio entrò nella Resistenza triestina come partigiano combattente, introdotto da un collega di lavoro che lo vide, alla stazione di Monfalcone, aprire da solo i carri per liberare gli ebrei destinati ai campi di sterminio, mentre i nazisti di guardia si erano portati al riparo per un bombardamento in corso.
Dal 2 giugno 1944, Mattiussi fu tra i membri del Comando della Brigata Ferrovieri della Divisione partigiana "D. Rossetti". Partecipò a numerose azioni, le più importanti delle quali sono ricordate nella motivazione della medaglia d'oro al valor militare. Arrestato a Monfalcone, rinchiuso alcuni giorni nella Risiera di Trieste dove sotto tortura non rivelò i nomi dei compagni, fu deportato a Buchenwald dove fu sottoposto ad ulteriori torture che gli causarono l'atrofizzazione dei due nervi ottici e la perdita della vista. Riconosciuto grande invalido di guerra, Mattiussi prese dimora a Trieste.